# Foot Locker
Foot Locker est une entreprise américaine de distribution spécialisée dans le sport. Le groupe a été créé en 2001 lorsque le distributeur Woolworth's a choisi de se renommer du nom de sa marque phare.

## Histoire
En août 2021, Foot Locker annonce l'acquisition de WSS, une entreprise californienne, pour 750 millions de dollars, et d'Atmos, une entreprise japonaise pour 360 millions de dollars.

## Activité
Au 2 août 2014, Foot Locker possédait 3 460 magasins (dont 74 franchises, principalement situé aux Etats-Unis).
Foot Locker se situe dans le fond du classement Fortune 500 des entreprises américaines, de 428e en 2010, 400e en 2014. En parallèle, Foot Locker est un des investisseurs du site de revente de chaussures Goat Group.

### France
La filiale française, dont le siège social est à Puteaux, emploie 1 488 personnes dans ses 270 établissements. Elle réalise un chiffre d'affaires de 270 millions d'euros en 2017 et dégage un résultat net de 4,5 millions d'euros en 2019.

## Actionnaires
Au 24 août 2021.
| Nom                                          | %     |
| Vesa Equity Investment (Daniel Křetínský)    | 12,3% |
| The Vanguard Group                           | 9,37% |
| Fidelity Management & Research               | 6,17% |
| Sasco Capital                                | 6,11% |
| Boston Partners Global Investors             | 5,60% |
| York Capital Management (en) Global Advisors | 5,06% |
| Thornburg Investment Management              | 4,76% |
| LSV Asset Management                         | 4,29% |
| Dimensional Fund Advisors                    | 3,96% |
| Eminence Capital                             | 3,82% |